# Sean Landeta
Sean Edward Landeta (Baltimora, 6 gennaio 1962) è un ex giocatore di football americano statunitense che ha giocato nel ruolo di punter nella National Football League (NFL) e nella United States Football League (USFL).

## Carriera professionistica
Landeta iniziò la carriera come punter dei Philadelphia/Baltimore Stars in tutte le tre stagioni di esistenza della USFL, vincendo due campionati USFL nel 1984 e 1985. In seguito passò nove stagioni con i New York Giants vincendo due Super Bowl nel 1986 e nel 1980, prima di trasferirsi ai Los Angeles/St. Louis Rams nel periodo 1993-1996, squadra in cui fece ritorno nel biennio 2003-2004. Dopo avere passato la stagione 1997 ai Tampa Bay Buccaneers, firmò con i Green Bay Packers nel 1998. Dopo una sola stagione passò come free agent ai Philadelphia Eagles. Con essi passò cinque stagioni, divenendo il più che vecchio punter ad essere sceso in campo nella storia della NFL, all'età di 44 anni.
Landeta è l'unico punter della storia della NFL ad aver giocato una gara con almeno 50 yard di media a punt in tre diversi decenni. Inoltre detiene il record di franchigia dei Tampa Bay Buccaneers per il più lungo punt, 74 yard nel 1997 contro i New York Jets. Con gli Eagles, Landeta stabilì il record NFL per maggior numero di punt in carriera, maggior numero di yard conquistate su punt e punt dentro le 20 yard avversarie nella stagione 2002. Sean fu il primo punter della storia a guadagnare un milione di dollari a stagione. Fu inserito sia nella formazione ideale della NFL degli anni ottanta che in quella degli anni novanta.

## Palmarès

### Franchigia
- Super Bowl : 2

New York Giants: XXI, XXV
- National Football Conference Championship: 2

New York Giants: 1986, 1990
- Campione USFL: 2

Philadelphia Stars: 1984
Baltimore Stars: 1985

### Individuale
- Convocazioni al Pro Bowl: 2
- All-Pro: 6
- Formazione ideale della NFL degli anni 1980
- Formazione ideale della NFL degli anni 1990
- Formazione ideale del 10º anniversario dei St. Louis Rams
- Formazione ideale del 70º anniversario dei Philadelphia Eagles

## Statistiche
NFL
| Punt  | 1.401  |
| Yard  | 60.707 |
| Media | 43,3   |